# Le Baiser enfantin
Le Baiser enfantin est un tableau réalisé par l'artiste peintre français Jacques-Eugène Feyen en 1865.
Après avoir été exposé à Paris au Salon de 1865, il est acquis par le Palais des Beaux-Arts de Lille. Il a été exposé au Mémorial ACTe, à l'exposition Le Modèle noir, de Géricault à Matisse.

## Description
Deux enfants jeunes sont  dans les bras de deux jeunes femmes, qui semblent de condition simple, probablement leurs deux nourrices. L'une blanche, l'autre noire, assises côte à côte sur le même siège. Un des deux enfants, une fille,  s'empresse de donner un baiser à l'autre, un garçon, portant un béret à plume rouge, qui semble surpris. 
La nourrice blanche est vêtue à l'alsacienne.
Le fond paysagé, au delà d'une barrière, est diffus et on aperçoit un couple de statues à gauche.
La signature du peintre (EUG. FEYEN) qui surmonte la date 1865 est inscrite sur le mur de pierre à droite.
La nourrice noire pourrait être peinte d'après le modèle Laure représentée par Manet dans son tableau Olympia.